# Sangli (Distrikt)
Der Distrikt Sangli (Marathi: सांगली जिल्हा) ist einer von 35 Distrikten des Staates Maharashtra in Indien.
Die Stadt Sangli ist Verwaltungssitz des Distrikts. Die letzte Volkszählung im Jahr 2011 ergab eine Gesamtbevölkerungszahl von 2.822.143 Menschen.

## Geschichte
Von vorchristlicher Zeit bis ins Jahr 1318 wurde das Gebiet – wie die ganze Region – von diversen buddhistischen und hinduistischen Herrschern regiert. Der erste namentlich bekannte Staat war das Maurya-Reich, die letzte nichtmuslimische Dynastie waren die Yadavas von Devagiri.
Nach jahrzehntelangen militärischen Auseinandersetzungen mit muslimischen Regenten im Norden Indiens erfolgte 1318 die Besetzung durch muslimische Soldaten. Danach herrschten bis ins Jahr 1707 verschiedene muslimische Dynastien (Sultanat Delhi, Bahmani, Dekkan-Sultanate und die Grossmoguln). Im Jahr 1707 wurde das Gebiet Teil des hinduistischen Marathenreichs. Nach der Niederlage der Marathen gegen die Briten wurde es 1818 als unabhängiger Staat Teil des Britischen Empires. Diese übten ihre Herrschaft von 1818 bis 1849 durch ihnen genehme Radschas aus, danach wurde der Distrikt Teil der britischen Verwaltungsregion Bombay Presidency. Mit der Unabhängigkeit Indiens 1947 und der Neuordnung des Landes wurde es 1950 Teil des neuen Bundesstaats Bombay State. In dieser Zeit wurde der bisherige Distrikt Satara in die Distrikte North Satara (heutiger Distrikt Satara) und South-Satara (heutiges Gebiet des Distrikts Sangli) geteilt. Im Jahre 1960 wurde Bombay State geteilt und das Gebiet kam zum neu geschaffenen Bundesstaat Maharashtra.

## Bevölkerung

### Bevölkerungsentwicklung
Wie überall in Indien wächst die Einwohnerzahl im Distrikt Sangli seit Jahrzehnten stark an. Die Zunahme hat sich in den Jahren 2001–2011 allerdings verlangsamt und betrug nur noch über 9 Prozent (9,24 %). In diesen zehn Jahren nahm die Bevölkerung dennoch um beinahe 240.000 Menschen zu. Die genauen Zahlen verdeutlicht folgende Tabelle:

### Bedeutende Orte
Einwohnerstärkste Ortschaft des Distrikts ist Sangli-Miraj-Kupwad mit über 500'000 Bewohnern. Weitere bedeutende Städte mit einer Einwohnerschaft von mehr als 25.000 Menschen sind Uran Islampur, Vita, Tasgaon und Ashta. Die städtische Bevölkerung macht nur 25,49 Prozent der gesamten Bevölkerung aus.

### Bevölkerung des Distrikts nach Bekenntnissen
Eine klar überwiegende Mehrheit der Bevölkerung sind Hindus. Bedeutende religiöse Minderheiten sind die Muslime, Dschainas und Buddhisten. Die genaue religiöse Zusammensetzung der Bevölkerung zeigt folgende Tabelle:
| Jahr                                | Buddhisten | Buddhisten | Christen | Christen | Hindus    | Hindus  | Jainas | Jainas | Muslime | Muslime | Sikhs | Sikhs  | Andere | Andere | keine Angaben | keine Angaben | Total     | Total    |
| Jahr                                | Zahl       | %          | Zahl     | %        | Zahl      | %       | Zahl   | %      | Zahl    | %       | Zahl  | %      | Zahl   | %      | Zahl          | %             | Einwohner | %        |
| ----------------------------------- | ---------- | ---------- | -------- | -------- | --------- | ------- | ------ | ------ | ------- | ------- | ----- | ------ | ------ | ------ | ------------- | ------------- | --------- | -------- |
| 2001                                | 35.142     | 1,36 %     | 9.696    | 0,38 %   | 2.243.478 | 86,84 % | 85.160 | 3,30 % | 203.524 | 7,88 %  | 1.312 | 0,05 % | 1.123  | 0,04 % | 4.089         | 0,16 %        | 2.583.524 | 100,00 % |
| Quelle: Volkszählung in Indien 2001 |            |            |          |          |           |         |        |        |         |         |       |        |        |        |               |               |           |          |

### Bevölkerung des Distrikts nach Sprachen
Eine klar überwiegende Mehrheit der Bevölkerung spricht Marathi. Bedeutende sprachliche Minderheiten mit mehr als 100.000 Muttersprachlern sind Kannada und Urdu. Hindi (mit Hindi-Dialekten rund 90.000 Personen), Telugu, Marwari (Hindi-Dialekt mit Marathi-Einflüssen) und Gujarati werden von jeweils über 10.000 Menschen gesprochen. Die genaue sprachliche Zusammensetzung der Bevölkerung zeigt folgende Tabelle:
| Jahr                                | Marathi   | Marathi | Kannada | Kannada | Urdu    | Urdu   | Hindi  | Hindi  | Telugu | Telugu | Marwari | Marwari | Gujarati | Gujarati | Andere | Andere | Total     | Total    |
| Jahr                                | Zahl      | %       | Zahl    | %       | Zahl    | %      | Zahl   | %      | Zahl   | %      | Zahl    | %       | Zahl     | %        | Zahl   | %      | Einwohner | %        |
| ----------------------------------- | --------- | ------- | ------- | ------- | ------- | ------ | ------ | ------ | ------ | ------ | ------- | ------- | -------- | -------- | ------ | ------ | --------- | -------- |
| 2001                                | 2.191.113 | 84,81 % | 143.798 | 5,57 %  | 106.568 | 4,12 % | 67.481 | 2,61 % | 19.542 | 0,76 % | 14.300  | 0,55 %  | 10.507   | 0,40 %   | 30.215 | 1,17 % | 2.583.524 | 100,00 % |
| Quelle: Volkszählung in Indien 2001 |           |         |         |         |         |        |        |        |        |        |         |         |          |          |        |        |           |          |